# Partido Socialista Unitario (1922)
El Partido Socialista Unido (en italiano: Partito Socialista Unitario) (PSU) fue partido político italiano socialista reformista y democrático, activo desde 1922 hasta 1930.
El partido fue fundado en noviembre de 1922 por el ala reformista del Partido Socialista Italiano (PSI) y estuvo dirigido por Filippo Turati y Giacomo Matteotti, después de haber sido expulsados en octubre. Opositor acérrimo de Benito Mussolini y el fascismo, Matteotti fue asesinado por órdenes fascistas en junio de 1924. 
En vista de las elecciones del 6 de abril de 1924 Mussolini aprobó una nueva ley electoral que le permitiría tener 3/5 de los puestos en el gobierno, los cuales recogerían un 40% de los votos. En el período de la campana electoral se mantuvo un clima de tensión, a causa de intimidaciones y riñas entre los partidos. Mussolini obtuvo en estas elecciones un 60,9% de los votos.
El día 30 de ese mismo año el diputado socialista Giacomo Matteotti disputó su oposición respecto a los resultados de las elecciones. El 10 de junio de 1924 por órdenes de Giovanni Marinelli (cabecilla de la policía fascista), Matteoti fue secuestrado y asesinado.
La oposición respondió a este acontecimiento retirándose de la Cámara de Diputados al Aventino, pero el 16 de agosto en Roma se encuentra el cuerpo ya descompuesto de Matteoti. Ivanoe Bonomi, Antonio Salandra y Vittorio Emanuele Orlando presionaron al rey, de modo que Mussolini fuera destituido del cargo de primer ministro, más Vittorio Emanuele III abrogándose a la Constitución contestó: «Soy sordo y ciego. Mis ojos y mis oídos son la Cámara y el Senado» y por lo tanto no participó.
Lo que sucedió exactamente la noche de San Silvestro de 1924 quizás nunca será determinado. Parece que unos cuarenta cónsules de las milicias, guiados por Enzo Galbiati, obligaron y amenazaron a Mussolini para que restaurará la dictadura.
El 3 de enero de 1925 en la Cámara, Mussolini realizó el famoso discurso en el cual asume la responsabilidad por los hechos ocurridos: «Declaro aquí, a esta Asamblea y al pueblo italiano, que asumo, solo yo, la responsabilidad política, moral, histórica, de todo lo sucedido. ¡Si las palabras más o menos son suficientes para colgar a un hombre, traigan el poste y la cuerda! ¡Si el fascismo ha sido solo aceite, y no una pasión arrogante de la mejor juventud italiana, es mia la culpa! ¡Si el fascismo ha sido una asociación criminal, entonces soy el jefe de esta asociación criminal! Si las violencias han sido resultado de un clima histórico, político y moral, denme a mí la responsabilidad de esos actos, porque este clima histórico, político y moral lo he creado con una gran publicidad desde sus inicios hasta hoy»
Con este discurso Mussolini se declaró dictador. En la década de 1925-1926 se publicaron una serie de normas en contra de la libertad: fueron disueltos todos los partidos políticos y los sindicatos no fascistas, se eliminó toda libertad de prensa, de reunión y de expresión, se restableció la pena de muerte y se creó un Tribunal Especial con amplios poderes, capaz de mandar al exilio a las personas desagradables al régimen con una simple medida administrativa .
Ilegalizado en noviembre de 1925, el PSU siguió activo en la clandestinidad, como Partido Socialista de los Trabajadores Italianos (Partito Socialista dei Lavoratori Italiani) (PSLI). En junio de 1930 el PSLI reunificó con el PSI.
Destacados miembros y militantes del partido fueron Oddino Morgari, Sandro Pertini, Camillo Prampolini, Claudio Treves y Anna Kulischov. El partido fue un miembro de la Internacional Obrera y Socialista y entre 1923 y 1930.